# Hindalagi, Khanapur
Hindalagi là một làng thuộc tehsil Khanapur, huyện Belgaum, bang Karnataka, Ấn Độ.